# مانت اولیمپوس، یوتا
مانت اولیمپوس (به انگلیسی: Mount Olympus) یک منطقهٔ مسکونی در ایالات متحده آمریکا است که در شهرستان سالت‌لیک، یوتا واقع شده‌است. مانت اولیمپوس ۸٫۸ کیلومتر مربع مساحت و ۷٬۱۰۳ نفر جمعیت دارد و ۱٬۵۶۰ متر بالاتر از سطح دریا واقع شده‌است.